# Cavite (província)
Cavite é um província de  primeira classe de renda da província (d) na região Calabarzon (Região IV-A), nas Filipinas. De acordo com o censo de 1 de maio  de  2020 possui uma população de 4 344 829 pessoas e 1 096 120 domicílios.
A sua capital é Trece Mártires  (de facto) e Imus  (de jure).

## Subdivisões
Municípios
- Alfonso
- Amadeo
- Carmona
- General Emilio Aguinaldo
- General Mariano Alvarez
- Indang
- Kawit
- Magallanes
- Maragondon
- Méndez Núñez
- Naic
- Noveleta
- Rosario
- Silang
- Tanza
- Ternate

Cidades
- Bacoor
- Cavite
- Dasmariñas
- General Trias
- Imus
- Tagaytay
- Trece Mártires